# Jacques Piccard
Jacques Piccard (Bruxelles, 28 luglio 1922 – Ginevra, 1º novembre 2008) è stato un esploratore e ingegnere svizzero.
Figlio del fisico Auguste Piccard, si laurea in economia all'università di Ginevra dove rimane come assistente. Dopo essersi trasferito a Trieste, dove lavora come economista, riceve un'offerta di collaborazione da un'industria locale per la realizzazione del batiscafo Trieste alla cui progettazione ha partecipato anche il padre. Nel 1957, la marina degli Stati Uniti acquista il batiscafo e assume Jacques Piccard come consulente scientifico.

## Immersione del Trieste

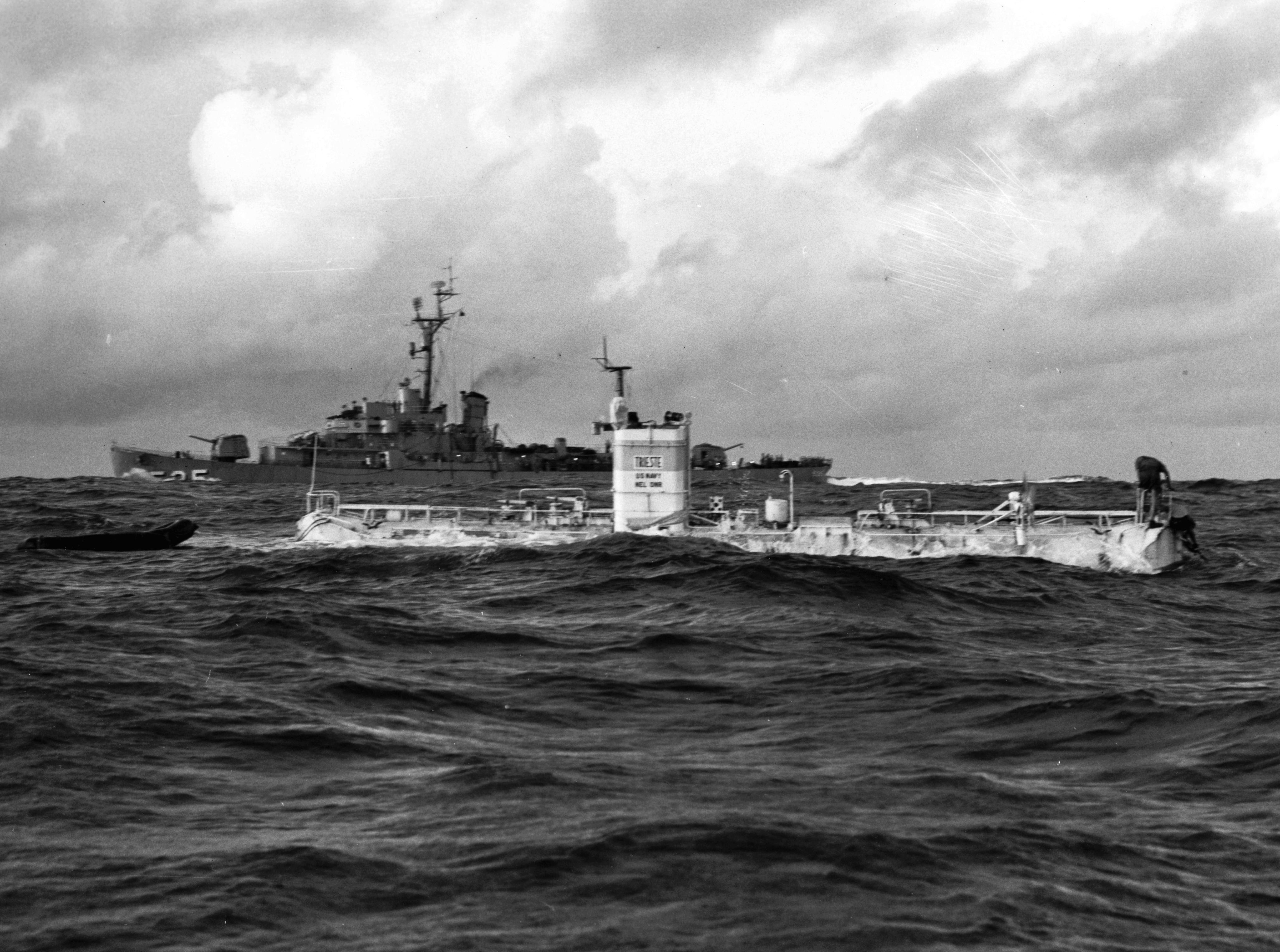
23 gennaio 1960: Il batiscafo Trieste poco prima dell'immersione

Dopo gli ottimi risultati ottenuti dal Trieste nelle immersioni al largo dell'isola di Capri, il sottomarino fu trasportato sull'isola di Guam nell'oceano Pacifico per immergersi nella Fossa delle Marianne. All'immersione effettuata il 26 gennaio 1960 parteciparono Piccard e il tenente della Marina statunitense Donald Walsh, i quali raggiunsero la depressione dell'abisso Challenger cioè a 10.916 metri sotto il livello del mare e una pressione di 1086 bar, (pari a 108.6 MPa). La discesa dei due esploratori durò circa 5 ore, rimasero 20 minuti sul fondo dell'oceano prima di risalire in 3 ore e 15 minuti. Come zavorra, vennero usate palle da cannone e benzina, per favorire il galleggiamento. Il riempimento con benzina aveva anche lo scopo di rendere lo scafo incomprimibile. Durante l'immersione gli strumenti segnalarono una profondità di 11.521 metri che più tardi risultò essere errata e corretta con 10.916 metri.
Sul fondo della fossa Walsh e Piccard furono sorpresi di trovare delle particolari specie di sogliole o platesse, lunghe circa 30 cm ed anche dei gamberetti.
Piccard disse, "Il fondo appariva luminoso e chiaro, un deserto che faceva trapelare diverse forme di diatomee". La temperatura era tanto bassa che gli esploratori si servivano di borse dell'acqua calda per scaldarsi. Questa immersione detiene il record per aver raggiunto il punto più profondo sulla superficie terrestre.

## Mesoscafo

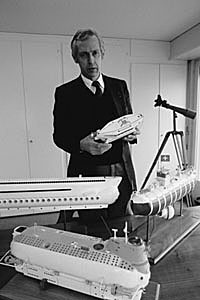

Orgoglioso ma non pago dell'impresa compiuta Jacques Piccard si dedica all'esplorazione della piattaforma e delle scarpate continentali riprendendo il progetto di mesoscafo del padre e cercando di realizzarlo. Il mesoscafo è una nave per le profondità medie che, secondo i progetti di Piccard, doveva avere una cabina più leggera dell'acqua, in vetro o in plexiglas e eliche che gli permettessero di immergersi in acqua. Tale imbarcazione non avrebbe rischiato di rimanere sotto la superficie del mare nemmeno per guasti al motore visto che, per il principio di Archimede, essendo la cabina più leggera dell'acqua sarebbe tornata automaticamente in superficie.
Jacques Piccard propose il proprio progetto di mesoscafo alla direzione dell'esposizione nazionale svizzera "Expo 64", che in un primo tempo si mostrò entusiasta. Quando però il prototipo era quasi ultimato, gli organizzatori cominciarono a temere per la sicurezza dei passeggeri. Dal momento che non possedeva un diploma di ingegnere, Jacques Piccard venne escluso dal progetto. Il mesoscafo cominciò ad effettuare immersioni turistiche solo due mesi dopo l'apertura dell'esposizione, e senza il proprio creatore.
Il principio del mesoscafo con la cabina leggera fu utilizzato per costruire in Svizzera due mesoscafi, l'Auguste Piccard e il Forel.
In seguito, nel 1969 Piccard varò il mesoscafo "Ben Franklin" con il quale, assieme ad altri ricercatori, percorse 1.500 miglia "trascinato" dalla Corrente del Golfo.

## La famiglia Piccard
La famiglia Piccard è famosa per aver compiuto numerose imprese. Il padre di Jacques Auguste Piccard ha superato due volte il record di altitudine con il pallone aerostatico, nel 1931 e 1932. Il figlio di Jacques, Bertrand Piccard, è stato il primo uomo a volare intorno al mondo senza fermarsi con il pallone aerostatico "Orbiter 3" nel marzo 1999.
- Auguste Piccard (fisico, aeronauta, pilota di aerostati, idronauta)
- Jacques Piccard (economista, esploratore, pilota e progettista di sottomarini)
- Bertrand Piccard (psichiatra, aeronauta, pilota di aerostati)
- Jean-Felix Piccard (chimico organico, aeronauta, pilota di aerostati)
- Jevon Piccard (operaio qualificato riparazione)
- Jeannette Piccard (aeronauta e pilota di aerostati)
- Don Piccard (pilota di aerostati)

## Ultimi anni
Jacques Piccard ha continuato a lavorare anche negli ultimi anni di vita. L'impegno principale era rappresentato dal Centro per la protezione dei laghi e dei mari di Losanna. Uno degli obiettivi, ai quali Piccard teneva di più, era trasmettere la passione per il mondo sottomarino alle nuove generazioni.
Piccard ha collaborato anche al progetto "Sea Orbiter", un avveniristico natante immerso per due terzi che dal 2006 solca i mari. A bordo ha un equipaggio di 18 persone, tra cui biologi marini, fisici dell'atmosfera, climatologi e laboratori scientifici (con sonar, scandagli, sensori chimici, spettrografi) per condurre ricerche.
Piccard è morto a Ginevra, in Svizzera il 1º novembre 2008 all'età di 86 anni.

## Influenza sui media
Nella serie Star Trek - The Next Generation, il capitano Jean-Luc Picard, interpretato dall'attore britannico Patrick Stewart, sembra essere un discendente della famiglia Piccard.
La prestigiosa casa di orologeria svizzera Rolex gli dedica un esemplare della propria collezione, realizzato in 86 esemplari numerati, dal costo di 37.000 dollari, derivante dal Sea Dweller in acciaio completamente nero; impermeabile fino a 3900 metri con valvola di espulsione dell'elio.

## Opere
- Jacques Piccard, Il sole sotto il mare. 1500 miglia in mesoscafo nella Corrente del Golfo, Milano, Mursia, 1971, SBN RLZ0205914.